# Physignathus
Physignathus es un género de lagartos pertenecientes a la familia Agamidae.

## Clasificación
Género Physignathus
- Physignathus cocincinus - Dragón de agua chino.
- Physignathus lesueurii - Dragón de agua australiano.